# ウラ・シュミット

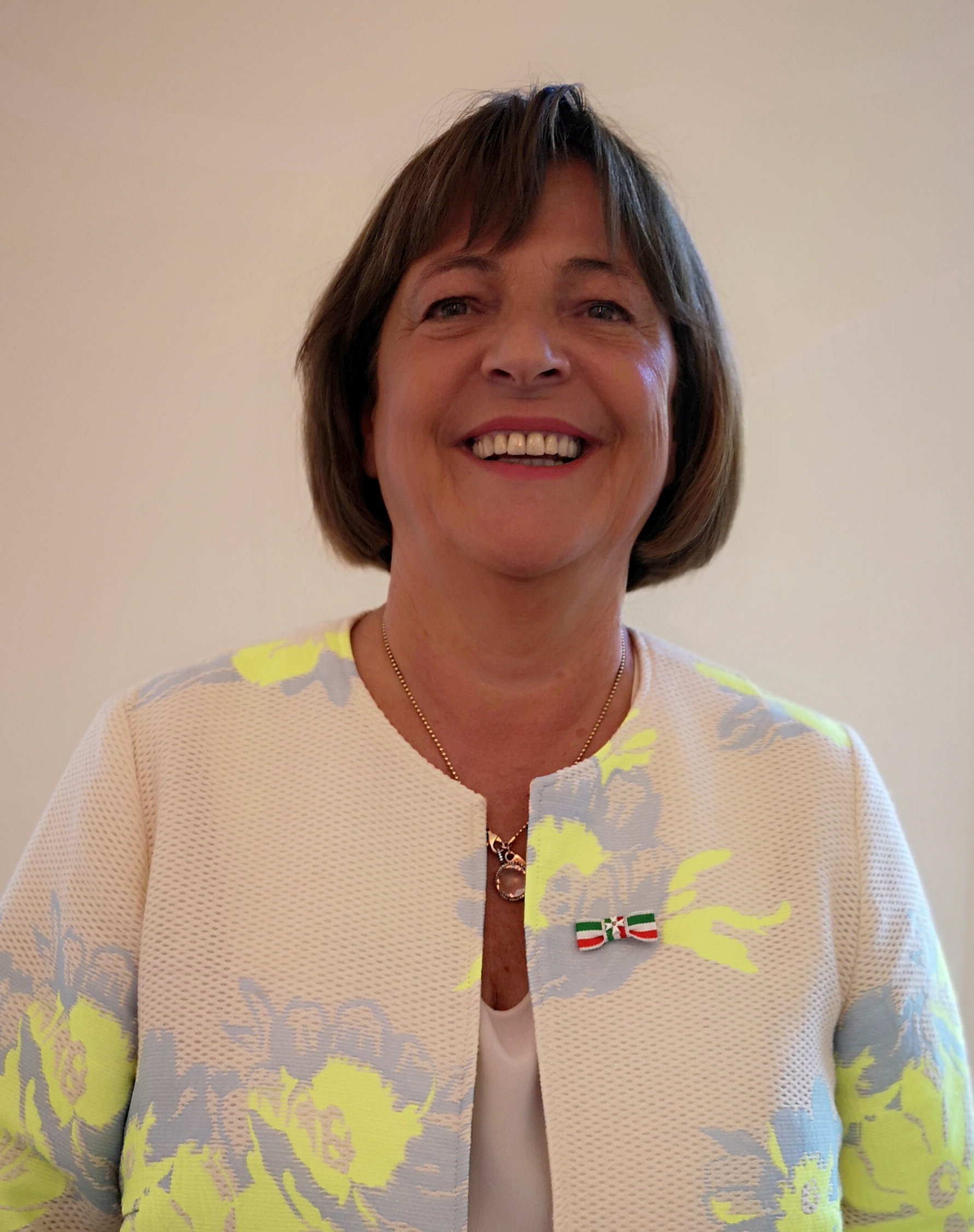
ウラ・シュミット

ウルズラ・シュミット（Ursula "Ulla" Schmidt、1949年6月13日 – ）は、ドイツの政治家。ドイツ社会民主党（SPD）所属。2001年から2009年まで保健相を務める（2002年から2005年までは社会保険相を兼任）。2013年よりドイツ連邦議会副議長。

## 経歴
アーヘン出身。旧姓ラーダーマッハ―（Radermacher）。実業学校を卒業した後、補習学校に通ってアビトゥーアに合格し、アーヘン工科大学で心理学を、アーヘン教育大学で教育学を学び、1976年に教員資格試験に合格。この頃シュミットがアーヘンで姉の経営するいかがわしいバーで働いていたことを、2005年になって雑誌「シュテルン」が報じたが、取材に対しシュミットは「当時私はシングルマザーの学生で、お金が必要だった。姉の手伝いが出来て週に一度顔を合わすことが出来たのは嬉しいことだった」と答えている。1976年から1985年まで、シュトルベルクの学習障害児童学校で教員を務める。離婚した夫（シュミット姓は元夫のもの）との間に一児。
1976年のドイツ連邦議会選挙に、西ドイツ毛沢東共産主義同盟から出馬するが落選。1983年、ドイツ社会民主党（SPD）に入党。1989年、アーヘン市議会議員に当選（‐1992年）。1990年、ドイツ連邦議会議員に初当選。1991年から1998年まで、議会内超党派の男女同権推進グループの代表を務める。1991年より党議員団執行部入りし、1998年から2001年まで同副委員長。同時期、党の第2ドイツテレビ（ZDF）評議員を務める。
2001年、狂牛病問題でアンドレア・フィッシャー保健相が辞任に追い込まれると、後任の連邦保健大臣（厚生大臣に相当）としてゲアハルト・シュレーダー内閣に入閣する。一年後、社会保障政策に関してシュミットの権限は強化され、職名も連邦保健・社会保障相となった。一連の保健制度改革により2004年に診察料の自己負担率が引き上げられたが、シュミット保健相の事前の説明と異なり、保険料がむしろ上がったため批判を受けた。2005年11月にアンゲラ・メルケルを首班とするキリスト教民主社会同盟（CDU・CSU）と社会民主党の大連立内閣が発足すると、引き続き連邦保健相のポストで入閣した。
2009年7月、外遊先のスペインで使用していた大臣公用車が盗まれたが、当時シュミットは休暇中であったため、公私混同との批判が起きた。シュミットは2004年以来、たびたび私用で公用車を使用してきたことを認めている。8月に連邦会計検査院はシュミットの公用車使用は合法であると結論を下した。翌月の総選挙では小選挙区で落選したものの、比例リストで復活当選を果たして議席を維持した。SPD敗北による連立の組み替えにより、10月に保健相を離職した。
2013年ドイツ連邦議会選挙後の同年10月より、連邦議会副議長を務める。